# Machimus macophthalmus
Machimus macophthalmus là một loài ruồi trong họ Asilidae. Machimus macophthalmus được Loew miêu tả năm 1871. Loài này phân bố ở vùng Cổ Bắc giới.